# Chiesa di Santa Maria del Priorato (Roma)
La chiesa di Santa Maria del Priorato, già denominata Santa Maria in Aventino, è un luogo di culto cattolico situato all'interno della villa del Priorato di Malta, nel rione Ripa di Roma; come l'intero complesso gode del diritto di extraterritorialità e rientra all'interno del territorio della parrocchia di Santa Prisca.

## Storia
Intorno all'anno 939, Alberico, principe dei Romani, trasformò il suo palazzo, sull'estremità meridionale dell'Aventino, in un monastero di monaci benedettini, monastero che fiorì specialmente nel X e XI secolo; la chiesa era originariamente dedicata a san Basilio. Nel XII secolo divenne proprietà dell'ordine dei cavalieri templari cui subentrarono, nel 1312, i cavalieri gerosolimitani che dedicarono la chiesa alla Madonna e lasciarono il convento intatto; sotto il pontificato di papa Paolo II, nel terzo quarto del XV secolo; nel XVI secolo, fu oggetto di restauri.
L'intero complesso venne radicalmente ristrutturato in forme barocche per volere del cardinale Giovanni Battista Rezzonico tra il 1764 e il 1765, su progetto di Giovanni Battista Piranesi.

## Descrizione
Esternamente, la chiesa è caratterizzata dalla facciata a capanna barocca, riccamente decorata da rilievi scultorei con riferimenti alla famiglia Rezzonico e all'Ordine di Malta; al centro, il rosone circolare, inquadrato fra due coppie di lesene scanalate che idealmente sorreggono il timpano triangolare di coronamento.

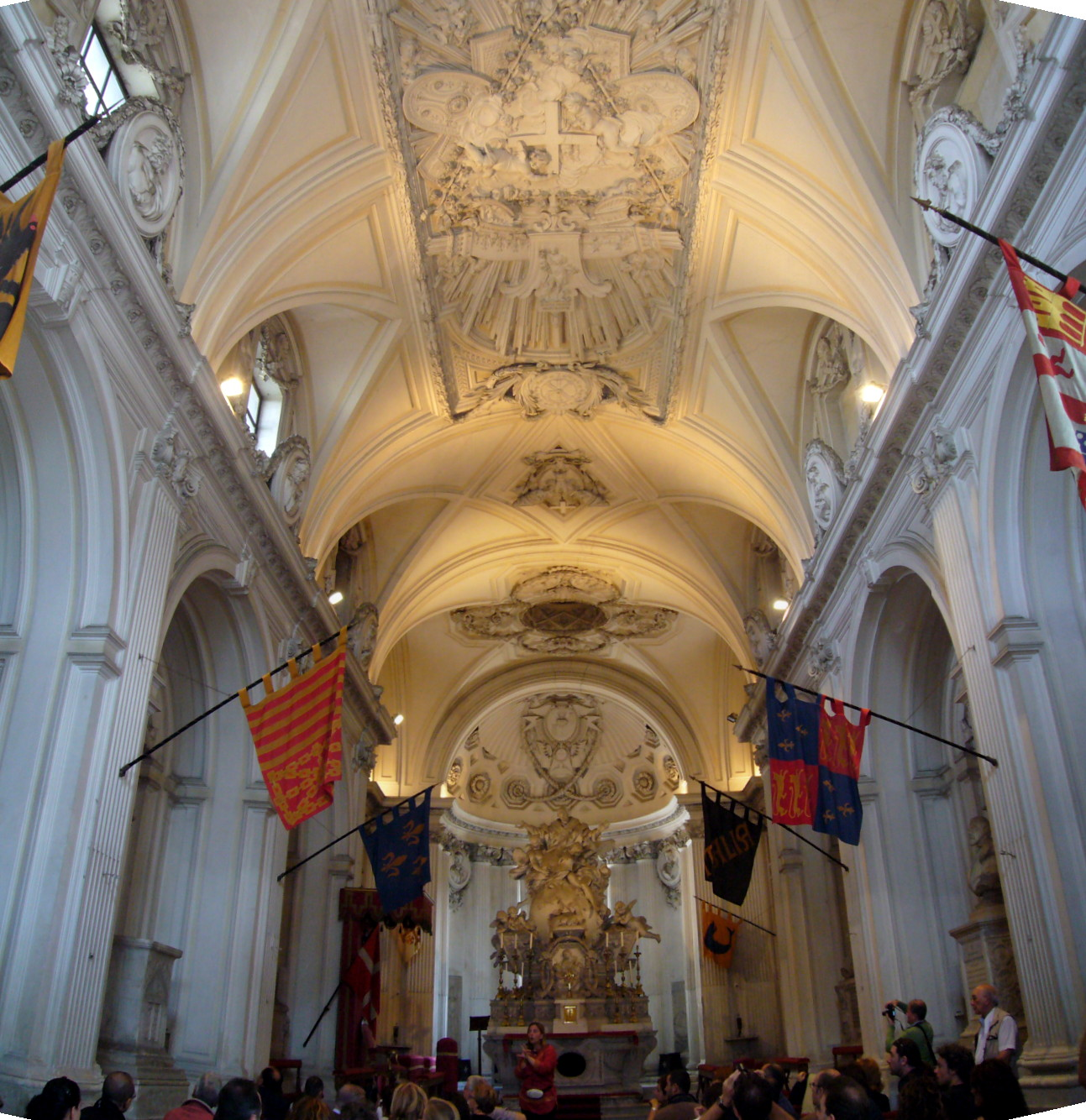
Interno

Internamente, la chiesa presenta una struttura a croce latina, con abside semicircolare, transetto poco pronunciato e navata unica coperta con volta a botte lunettata, lungo la quale si aprono tre grandi nicchie per lato. Il progetto iconografico, realizzato con grande cura e raffinatezza, ripete dappertutto - dalla piazza esterna alla chiesa agli arredi del giardino - elementi simbolici come il serpente, la nave, la croce, e poi armi ed emblemi militari che ricordano la storia militare dell'Ordine di Malta. La decorazione interna integra la fantasia barocca e controriformista con le memorie classiche diffuse ovunque, a cominciare dal monumento funebre del Piranesi realizzato nel 1780 dallo scultore Angelini, situato nella seconda nicchia di destra della navata, dove il celebre architetto viene raffigurato a figura intera, togato, con in mano alcuni fogli di disegni, appoggiato ad un'erma che reca incisi gli attrezzi dell'incisore e che avrebbe grande somiglianza, nell'aspetto, con il Piranesi. Nella terza nicchia di sinistra, vi è un antico altare marmoreo scolpito a bassorilievo, databile al tempo di papa Niccolò I (metà del IX secolo) che presenta l'iscrizione in latino sulla cornice del timpano dello stesso: † HIC RECONDITVM EST CAPVT S. SAVINI SPOLITINI EPI. ET MAR. EX COSTA S. CAESAREI M. † ET SANGVINEM SCI SEBASTIANI MAR. ET RELIQVIE SCI ABUNDI MAR. † ET RELIQVIE SS. QVADRAGINTA.
L'altare maggiore, alla sinistra del quale è collocato il trono conventuale del gran maestro dell'Ordine di Malta, è interamente in stucco, opera di Tommaso Righi; al di sopra della mensa, vi è un elaborato gruppo scultoreo che presenta in basso un bassorilievo raffigurante la Madonna col Bambino e, in alto, la Gloria di San Basilio. Nella volta del presbiterio, si apre un lanternino ornato con Storie della vita di Giovanni Battista. Prima dei restauri condotti dal Piranesi, sull'altare vi era un dipinto di Andrea Sacchi raffigurante la Madonna col Bambino e San Basilio.

## Altre immagini

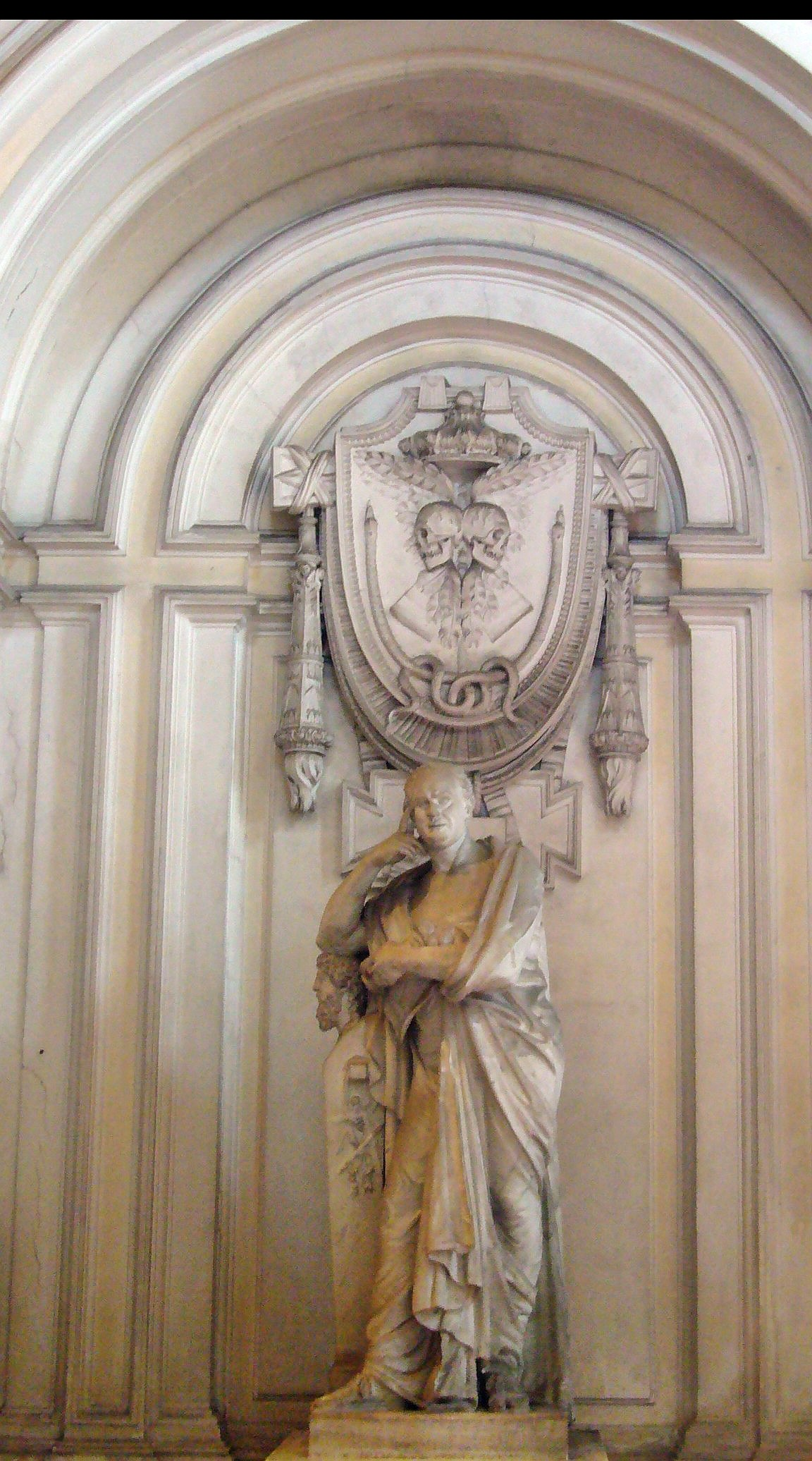
Monumento funebre del Piranesi
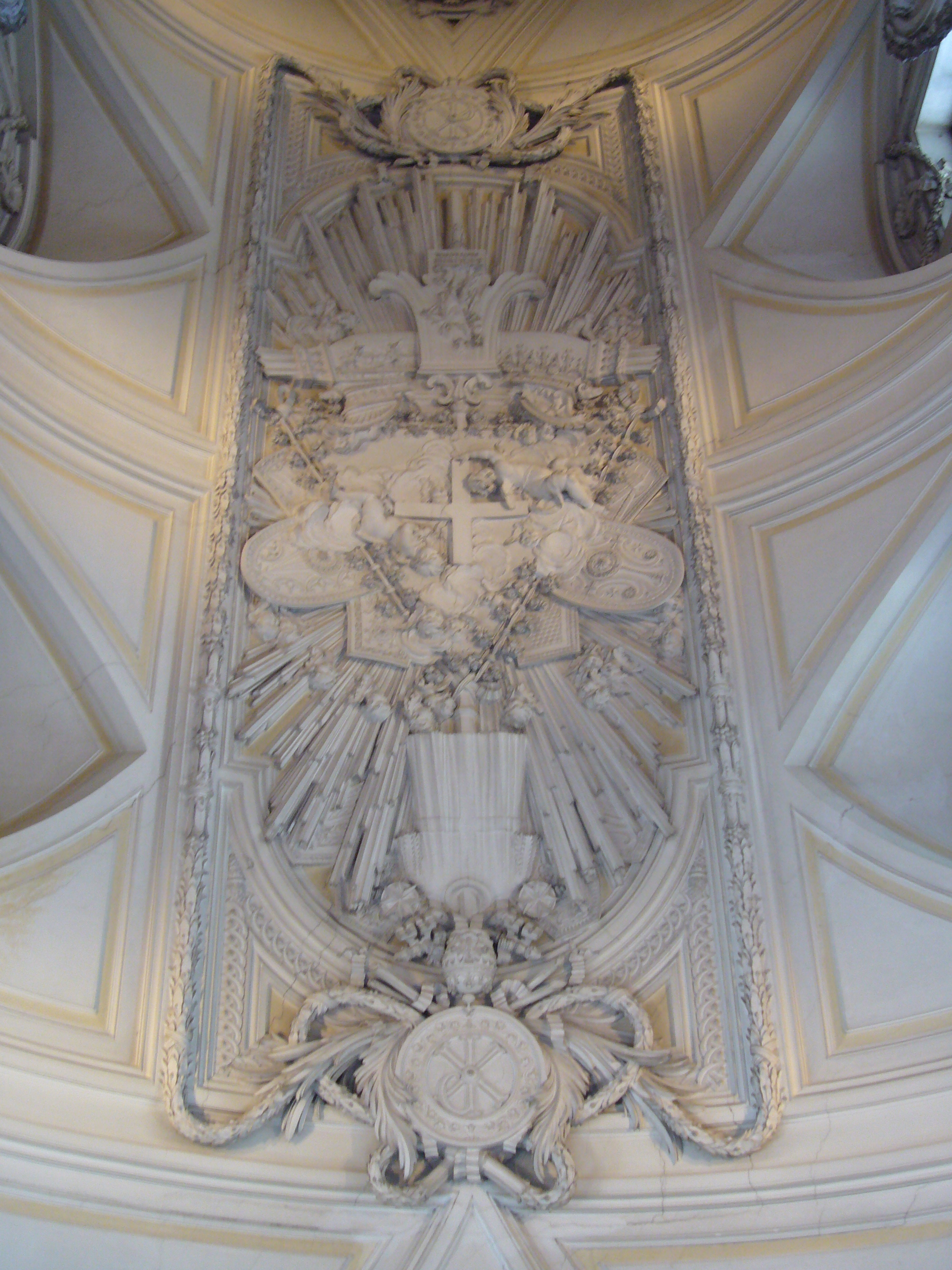
La volta della navata
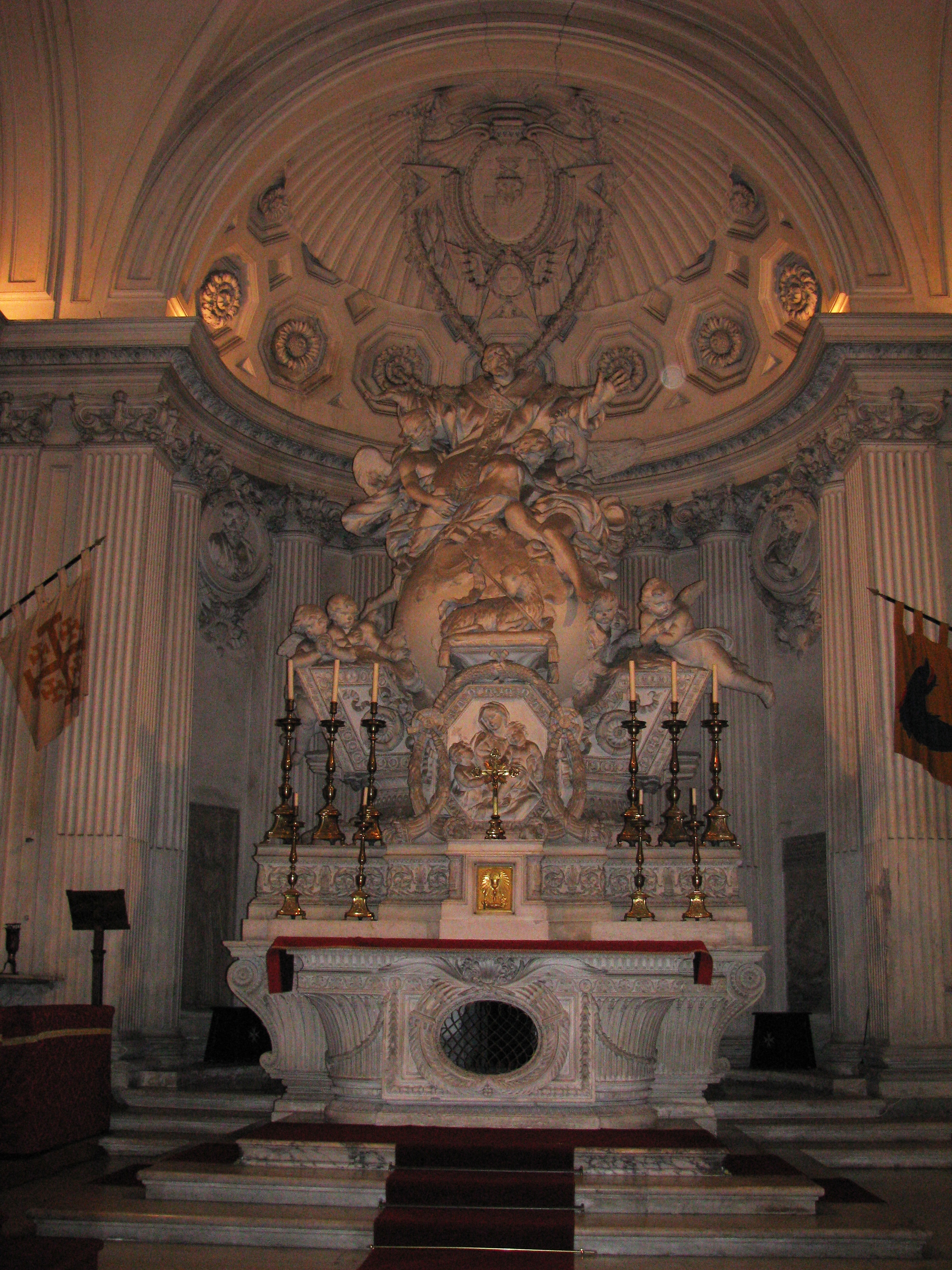
L'altare maggiore
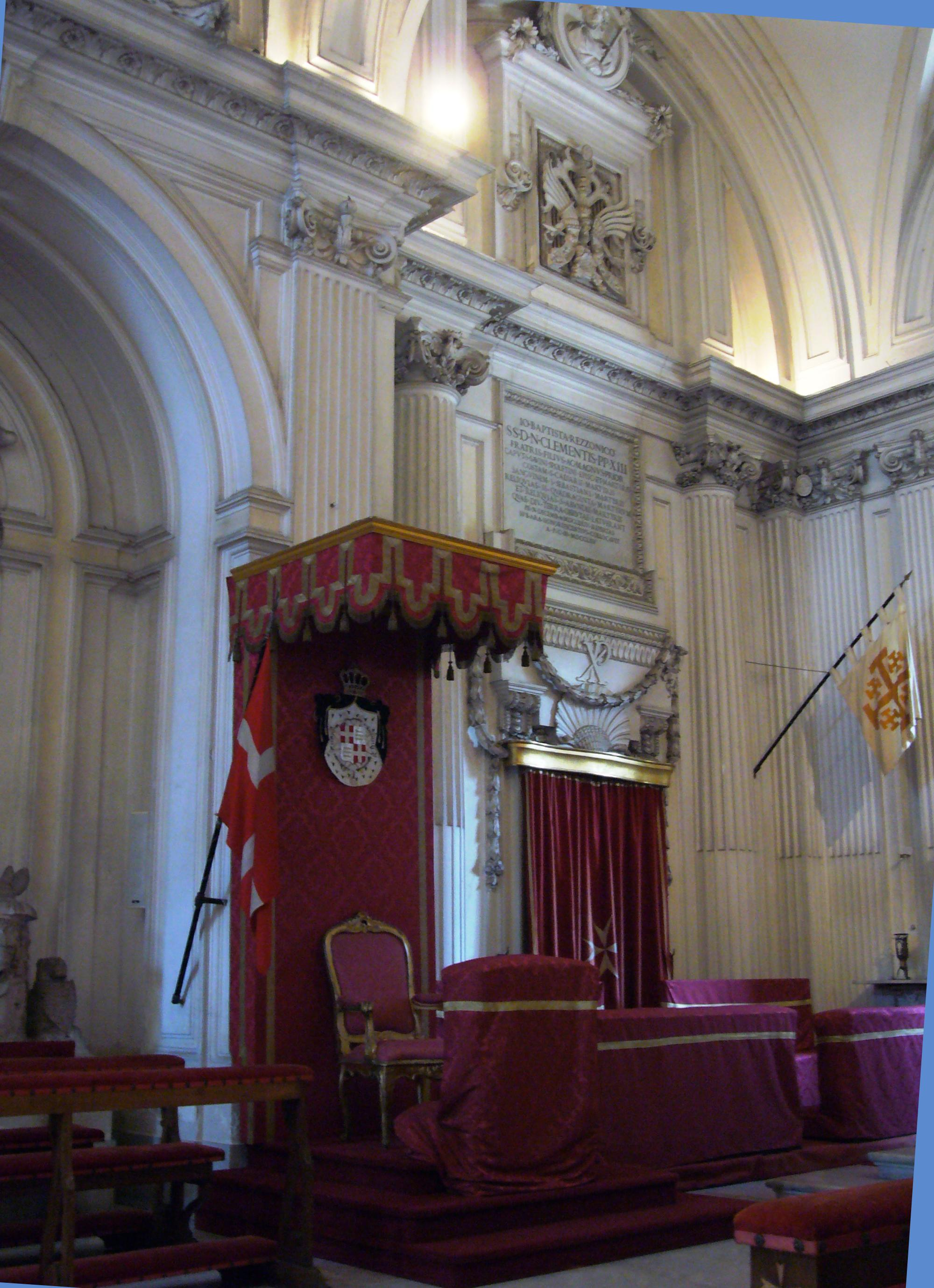
Il trono del gran maestro